# 1131 (szám)
Az 1131 (római számmal: MCXXXI) az 1130 és 1132 között található természetes szám.

## A szám a matematikában
A tízes számrendszerbeli 1131-es a kettes számrendszerben 10001101011, a nyolcas számrendszerben 2153, a tizenhatos számrendszerben 46B alakban írható fel.
Az 1131 páratlan szám, összetett szám, szfenikus szám. Kanonikus alakja 31 · 131 · 291, normálalakban az 1,131 · 103 szorzattal írható fel. Nyolc osztója van a természetes számok halmazán, ezek növekvő sorrendben: 1, 3, 13, 29, 39, 87, 377 és 1131.
Az 1131 huszonhat szám valódiosztó-összegeként áll elő, ezek közül legkisebb a 7861.

## Csillagászat
- 1131 Porzia kisbolygó